# Discografia de Alicia Keys
A discografia de Alicia Keys, uma cantora de rhythm and blues (R&B) e soul, pianista e actriz norte-americana, consiste em seis álbuns de estúdio, três extended plays, um álbum ao vivo, três álbuns de vídeo, dois box sets, e trinta e cinco singles, incluindo oito como artista convidada e dois promocionais. Em Junho de 2001 foi lançado o seu álbum de estúdio de estreia, Songs in A Minor. Estreou no topo da tabela musical Billboard 200 nos Estados Unidos e foi um enorme sucesso em todo o mundo, vendendo universalmente mais de doze milhões de unidades. Nos EUA, recebeu o certificado de disco de platina por seis vezes pela Recording Industry Association of America, que o listou como um dos "Álbuns Mais Vendidos de Todos os Tempos". O primeiro single, "Fallin'" (2001), foi um enorme sucesso, se posicionando no número nos Estados Unidos, onde recebeu o certificado de disco de ouro. O segundo single, "A Woman's Worth" (2002),  recebeu o certificado de disco de ouro pela Australian Recording Industry Association (ARIA). O terceiro, "How Come U Don't Call Me" (2002), alcançou o seu pico dentro dos cinquenta melhores lugares no Reino Unido. Em Julho de 2002, foi lançado o single "Gangsta Lovin'" da rapper Eve, no qual Keys faz uma participação. A música atingiu o segundo lugar da Billboard Hot 100, e se posicionou nas dez melhores colocações em dez países, incluindo o Reino Unido. Em Dezembro de 2003, o seu segundo álbum de estúdio, The Diary of Alicia Keys, estreou na primeira colocação da Billboard 200. Após registar boas vendas no Canadá, Alemanha e EUA, recebeu os certificados de disco de platina dupla, platina, e platina quádrupla pela Canadian Recording Industry Association (CRIA), Bundesverband Musikindustrie (BVMI) e RIAA, respectivamente. Mundialmente, vendeu aproximadamente nove milhões de exemplares. O primeiro single, "You Don't Know My Name" (2003), atingiu o seu máximo por entre as cinco melhores posições nos EUA e dentro das cinquenta melhores na Irlanda, Suíça, e Reino Unido. O segundo single, "If I Ain't Got You" (2004), recebeu o certificado de disco de ouro pela RIAA. "Karma", o quarto e último single do álbum, (2004), teve um desempenho moderado nas tabelas musicais e recebeu o certificado de disco de ouro pela RIAA. Em 2004, a cantora fez uma colaboração com o cantor norte-americano Usher no single "My Boo". A canção permaneceu no topo da Billboard Hot 100 por seis semanas consecutivas, tendo, mais tarde, recebido os certificados de disco de platina pela CRIA e RIAA. Após uma apresentação no MTV Unplugged, foi lançado o primeiro álbum ao vivo de Keys, Unplugged. O disco teve um desempenho gráfico favorável internacionalmente, posicionando-se entre as vinte melhores colocações de nove países, e ainda recebeu o certificado de platina pela RIAA. "Unbreakable", o primeiro single, foi um sucesso nos EUA, onde atingiu um máximo de 34 na Billboard Hot 100 e de número quatro na Hot R&B/Hip-Hop Songs.
Em Novembro de 2007, As I Am, o terceiro álbum de estúdio de Keys, foi lançado directamente para o número um da Billboard 200, tornando-se no terceiro álbum de estúdio consecutivo da artista a estrear na primeira colocação nos EUA. Posicionou-se entre os cinco melhores lugares em doze países, inclusive Portugal. De acordo com a revista Billboard, As I Am foi o vigésimo sétimo álbum de R&B mais vendido de 2008 e recebeu o certificado de disco de platina por três vezes pela RIAA. O primeiro single, "No One" (2007), se tornou no maior sucesso da carreira de Keys, tendo alcançado a primeira colocação em dezasseis países, inclusive os EUA. Além disso, recebeu o certificado de disco de platina duplo pela CRIA e de platina triplo pela RIAA. O segundo single, "Like You'll Never See Me Again" (2007), foi o mais bem sucedido da tabela americana Hot R&B/Hip-Hop Songs no ano de 2008, após ter permanecido no topo por oito semanas consecutivas. Devido a um bom registo de vendas, recebeu o certificado de disco de platina pela RIAA. Os singles subsequentes, "Teenage Love Affair" e "Superwoman", tiveram um sucesso moderado nas tabelas musicais. Em Setembro de 2008, Keys colaborou com o músico americano Jack White na canção "Another Way to Die", gravada para a banda sonora de Quantum of Solace (2008). O tema foi um sucesso na Europa. Em Outubro de 2009, a cantora fez uma participação no single "Empire State of Mind", do rapper norte-americano Jay-Z, que se tornou em mais um sucesso a nível mundial. O quarto álbum de estúdio de Keys, The Element of Freedom, tornou-se no primeiro da artista a não estrear no primeiro lugar nos EUA. Após vender mais de um milhão de unidades, recebeu o certificado de disco de platina pela RIAA e pela CRIA. O álbum foi bem sucedido em todo o mundo, conseguindo se posicionar nas cinco melhores posições em dez países, incluindo Portugal. O primeiro single, "Doesn't Mean Anything" (2009), teve um melhor desempenho gráfico na Europa em relação aos EUA, onde atingiu a sexagésima colocação. Em Setembro de 2009, Keys participou do single "Looking for Paradise", do cantor e compositor espanhol Alejandro Sanz. Atingiu o número um na Espanha, e na estação de rádio oficial venezuelana. O segundo single de The Element of Freedom, "Try Sleeping with a Broken Heart" (2009), teve mais sucesso que o anterior, atingindo o número dois na Noruega. número cinco na Dinamarca, Os singles subsequentes, "Put It in a Love Song" com participação de Beyoncé, "Empire State of Mind (Part II) Broken Down" e "Un-Thinkable (I'm Ready)" alcançaram um sucesso moderado, com o último alcançando o topo da Hot R&B/Hip-Hop Songs e permanecido por doze semanas consecutivas.
O quinto álbum de estúdio de Keys, Girl on Fire, foi lançadonos fins de Novembro de 2012. Estreou no primeiro posto da Billboard 200, atingiu a décima quinta posição no Reino Unido, a oitava no Canadá e a terceira na Suíça. O primeiro single, "Girl on Fire", atingiu a décima primeira posição da Hot 100, além de ter se posicionado dentro dos melhores postos em oito mercados, incluindo o Reino Unido. Na Austrália, "Girl on Fire" recebeu o certificado de disco de platina por duas vezes. O segundo single, "Brand New Me", alcançou o número dezoito na Bélgica (Flandres). O sexto trabalho de estúdio da artista, Here, foi lançado em Novembro de 2016 e tornou-se no seu sétimo consecutivo a posicionar-se dentro das cinco melhores colocações nos EUA.
Actualmente, Keys é uma artista de renome, tendo vendido mais de trinta e cinco milhões de álbuns e vinte e cinco milhões de singles.

## Álbuns

### Álbuns de estúdio
| Detalhes do álbum                                                                       | Melhores posições nas tabelas | Melhores posições nas tabelas | Melhores posições nas tabelas | Melhores posições nas tabelas | Melhores posições nas tabelas | Melhores posições nas tabelas | Melhores posições nas tabelas | Melhores posições nas tabelas | Melhores posições nas tabelas | Melhores posições nas tabelas | Melhores posições nas tabelas | Vendas                                   | Certificação (limiares de vendas) |
| Detalhes do álbum                                                                       | EUA                           | EUA R&B                       | AUS                           | CAN                           | FRA                           | IRL                           | HOL                           | NZL                           | POR                           | SUI                           | UK                            | Vendas                                   | Certificação (limiares de vendas) |
| --------------------------------------------------------------------------------------- | ----------------------------- | ----------------------------- | ----------------------------- | ----------------------------- | ----------------------------- | ----------------------------- | ----------------------------- | ----------------------------- | ----------------------------- | ----------------------------- | ----------------------------- | ---------------------------------------- | --- |
| Songs in A Minor - 5 de Junho de 2001 - J Records - CD, download digital                | 1                             | 1                             | 3                             | 2                             | 12                            | 5                             | 1                             | 4                             | —                             | 3                             | 6                             | - Mundo: 15 milhões - EUA: 6.202 milhões | - RIAA: 6× Platina - MC: 5× Platina - BPI: 3× Platina - ARIA: 2× Platina - IFPI Suíça: 2× Platina - ALE: Platina - FIMI: Platina - RMNZ: Platina - SNEP: Platina |
| The Diary of Alicia Keys - 1 de Dezembro de 2003 - J Records - CD, download digital     | 1                             | 1                             | 22                            | 15                            | 5                             | 37                            | 2                             | 25                            | 23                            | 1                             | 13                            | - Mundi: 10 milhões - EUA: 4.6 milhões   | - RIAA: 4× Platina - MC: 2× Platina - ALE: Platina - ARIA: Platina - IFPI Suíça: Platina - BPI: Platina - RMNZ: Ouro                                             |
| As I Am - 9 de Setembro de 2007 - J Records - CD, download digital                      | 1                             | 1                             | 3                             | 2                             | 5                             | 15                            | 2                             | 5                             | 4                             | 1                             | 11                            | - Mundo: 7 milhões - EUA: 3.8 milhões    | - RIAA: 3× Platina - MC: 2× Platina - ARIA: Platina - SNEP: Platina - FIMI: Platina - AFP: Platina - IFPI Suíça: Platina - BPI: Platina - ALE: Ouro - RMNZ: Ouro |
| The Element of Freedom - 11 de Dezembro de 2009 - J Records, MBK - CD, download digital | 2                             | 1                             | 19                            | 5                             | 13                            | 9                             | 2                             | 22                            | 5                             | 1                             | 1                             | - Mundo: 5 milhões - EUA: 1.5 milhões    | - RIAA: Platina - MC: Platina - SNEP: Platina - IFPI Suíça: Platina - ALE: Ouro - ARIA: Ouro - FIMI: Ouro                                                        |
| Girl on Fire - 27 de Novembro de 2012 - RCA Records - CD, download digital              | 1                             | 1                             | 12                            | 8                             | 6                             | 27                            | 8                             | 22                            | 19                            | 3                             | 13                            | - Mundo: 3 milhões - EUA: 1.1 milhão     | - RIAA: Platina - BPI: Ouro - SNEP: Ouro - MC: Ouro |
| Here - 4 de Novembro de 2016 - RCA Records - CD, download digital                       | 2                             | 1                             | 14                            | 10                            | 20                            | 27                            | 12                            | 24                            | 15                            | 5                             | 21                            |                                          | |
| Alicia - 18 de Setembro de 2020 - RCA Records - CD, download digital                    | 4                             | 3                             | 13                            | 2                             | 28                            | 72                            | 10                            | 38                            | 9                             | 4                             | 12                            |                                          | |
| "—" denota um item que não entrou na tabela ou não foi lançado no território.           |                               |                               |                               |                               |                               |                               |                               |                               |                               |                               |                               |                                          | |

### Álbuns ao vivo
| Detalhes do álbum                                                             | Melhores posições nas tabelas | Melhores posições nas tabelas | Melhores posições nas tabelas | Melhores posições nas tabelas | Melhores posições nas tabelas | Melhores posições nas tabelas | Melhores posições nas tabelas | Melhores posições nas tabelas | Melhores posições nas tabelas | Melhores posições nas tabelas | Vendas          | Certificação (limiares de vendas)       |
| Detalhes do álbum                                                             | EUA                           | ALE                           | AUS                           | EUR                           | FRA                           | HOL                           | NZL                           | POR                           | SUI                           | UK                            | Vendas          | Certificação (limiares de vendas)       |
| ----------------------------------------------------------------------------- | ----------------------------- | ----------------------------- | ----------------------------- | ----------------------------- | ----------------------------- | ----------------------------- | ----------------------------- | ----------------------------- | ----------------------------- | ----------------------------- | --------------- | --------------------------------------- |
| Unplugged - 7 de Outubro de 2005 - J Records - CD, download digital           | 1                             | 25                            | 33                            | 17                            | 20                            | 2                             | 28                            | 16                            | 7                             | 52                            | - EUA: 1 milhão | - RIAA: Platina - MC: Ouro - RIAJ: Ouro |
| VH1 Storytellers - 25 de Junho de 2013 - RCA Records - Download digital       | —                             | —                             | —                             | —                             | —                             | —                             | —                             | —                             | —                             | —                             |                 |                                         |
| "—" denota um item que não entrou na tabela ou não foi lançado no território. |                               |                               |                               |                               |                               |                               |                               |                               |                               |                               |                 |                                         |

| - You Don't Know My Name — EP - 2 de Março de 2003 - J Records - CD - Diary: Dance Vault Remixes EP - 6 de Junho de 2006 - J Records - CD - The Element of Freedom: Empire Edition EP - 10 de Maio de 2010 - RCA Records / J Records - CD - Girl on Fire: Remixes EP - 18 de Novembro de 2012 - RCA Records - Download digital | - Remixed & Unplugged in A Minor - 22 de Outubro de 2002 - J Records - CD, download digital - Remixed - 12 de Agosto de 2008 - J Records - CD, download digital | - A Tribute to Alicia Keys - 20 de Abril de 2004 - Big Eye Music - CD - Smooth Sax Tribute to Alicia Keys - 8 de Março de 2005 - Tribute Sound - CD |

| Detalhes do álbum                                                                        | Melhores posições nas tabelas | Melhores posições nas tabelas | Melhores posições nas tabelas | Melhores posições nas tabelas |
| Detalhes do álbum                                                                        | IRL                           | POR                           | SUI                           | UK                            |
| ---------------------------------------------------------------------------------------- | ----------------------------- | ----------------------------- | ----------------------------- | ----------------------------- |
| Songs in A Minor / The Diary of Alicia Keys - 24 de Junho de 2008 - Sony BMG Europe - CD | —                             | —                             | —                             | —                             |
| The Platinum Collection - 10 de Outubro de 2010 - J Records - CD                         | 45                            | 15                            | 75                            | 20                            |
| As I Am / Unplugged - 16 de Setembro de 2011 - RCA Records / Jive Records - CD           | —                             | —                             | —                             | —                             |
| "—" denota um item que não entrou na tabela ou não foi lançado no território.            |                               |                               |                               |                               |

| Detalhes do álbum | Melhores posições nas tabelas | Melhores posições nas tabelas |
| Detalhes do álbum | FRA                           | HOL                           |
| --- | ----------------------------- | ----------------------------- |
| Songs in A Minor — 10th Anniversary Edition - 28 de Junho de 2011 - J Records / Legacy Records - CD, download digital | 124                           | 69                            |

## Singles

### Como artista principal
| Ano                                                                           | Canção                                                                   | Melhores posições nas tabelas | Melhores posições nas tabelas | Melhores posições nas tabelas | Melhores posições nas tabelas | Melhores posições nas tabelas | Melhores posições nas tabelas | Melhores posições nas tabelas | Melhores posições nas tabelas | Melhores posições nas tabelas | Melhores posições nas tabelas | Certificação (limiares de vendas) | Álbum                              |
| Ano                                                                           | Canção                                                                   | EUA                           | EUA R&B                       | AUS                           | CAN                           | IRL                           | HOL                           | NZL                           | POR                           | SUI                           | UK                            | Certificação (limiares de vendas) | Álbum                              |
| ----------------------------------------------------------------------------- | ------------------------------------------------------------------------ | ----------------------------- | ----------------------------- | ----------------------------- | ----------------------------- | ----------------------------- | ----------------------------- | ----------------------------- | ----------------------------- | ----------------------------- | ----------------------------- | --- | ---------------------------------- |
| 2001                                                                          | "Fallin'"                                                                | 1                             | 1                             | 7                             | 24                            | 3                             | 1                             | 1                             | —                             | 2                             | 3                             | - ARIA: Platina - IFPI Suécia: Platina - IFPI Suíça: Platina - RIAA: Ouro - ALE: Ouro - SNEP: Ouro - RMNZ: Ouro                                        | Songs in A Minor                   |
| 2001                                                                          | "A Woman's Worth"                                                        | 7                             | 3                             | 16                            | —                             | 25                            | 22                            | 5                             | —                             | 32                            | 18                            | - ARIA: Ouro | Songs in A Minor                   |
| 2002                                                                          | "How Come You Don't Call Me"                                             | 59                            | 30                            | 29                            | —                             | 32                            | 73                            | —                             | —                             | 60                            | 26                            | | Songs in A Minor                   |
| 2002                                                                          | "Girlfriend"                                                             | —                             | 82                            | 13                            | —                             | 40                            | 18                            | —                             | —                             | —                             | 24                            | | Songs in A Minor                   |
| 2003                                                                          | "You Don't Know My Name"                                                 | 3                             | 1                             | —                             | —                             | 33                            | 20                            | —                             | —                             | 26                            | 19                            | The Diary of Alicia Keys |                                    |
| 2004                                                                          | "If I Ain't Got You"                                                     | 4                             | 1                             | —                             | —                             | 44                            | 11                            | —                             | —                             | 35                            | 18                            | The Diary of Alicia Keys | - RIAA: Ouro                       |
| 2004                                                                          | "Diary" (com participação de Tony! Toni! Toné!)                          | 8                             | 2                             | —                             | —                             | —                             | —                             | —                             | —                             | —                             | —                             | The Diary of Alicia Keys |                                    |
| 2004                                                                          | "My Boo" (com Usher)                                                     | 1                             | 1                             | —                             | —                             | 7                             | 6                             | —                             | —                             | 3                             | 5                             | - MC: 2× Platina - RIAA: Platina | Confessions                        |
| 2004                                                                          | "Karma"                                                                  | 20                            | 17                            | —                             | —                             | —                             | 40                            | —                             | —                             | 71                            | —                             | - RIAA: Ouro | The Diary of Alicia Keys           |
| 2005                                                                          | "Unbreakable"                                                            | 34                            | 4                             | —                             | —                             | —                             | 45                            | —                             | —                             | —                             | —                             | | Unplugged                          |
| 2006                                                                          | "Every Little Bit Hurts"                                                 | —                             | —                             | —                             | —                             | —                             | —                             | —                             | —                             | —                             |                               | | Unplugged                          |
| 2007                                                                          | "No One"                                                                 | 1                             | 1                             | 3                             | 2                             | 8                             | 4                             | 2                             | 2                             | 1                             | 6                             | - RIAA: 3× Platina - MC: 2× Platina - PROMUSICAE: 2× Platina - ARIA: Platina - IFPI Dinamarca: Platina - IFPI Suécia: Platina - ALE: Ouro - RIAJ: Ouro | As I Am                            |
| 2007                                                                          | "Like You'll Never See Me Again"                                         | 12                            | 1                             | 77                            | —                             | 48                            | 84                            | —                             | 5                             | —                             | 53                            | - RIAA: Platina | As I Am                            |
| 2008                                                                          | "Teenage Love Affair"                                                    | 54                            | 3                             | —                             | —                             | —                             | —                             | 21                            | —                             | —                             | 199                           | | As I Am                            |
| 2008                                                                          | "Superwoman"                                                             | 82                            | 12                            | 57                            | —                             | —                             | 75                            | —                             | —                             | 48                            | 128                           | | As I Am                            |
| 2009                                                                          | "Doesn't Mean Anything"                                                  | 60                            | 14                            | 96                            | 66                            | 34                            | 43                            | 22                            | 4                             | 5                             | 8                             | The Element of Freedom |                                    |
| 2009                                                                          | "Try Sleeping with a Broken Heart"                                       | 27                            | 2                             | —                             | 37                            | 22                            | 44                            | 12                            | —                             | 21                            | 7                             | The Element of Freedom | - MC: Ouro - IFPI Dinamarca: Ouro  |
| 2010                                                                          | "Put It in a Love Song" (com participação de Beyoncé)                    | —                             | 60                            | 18                            | 71                            | 26                            | —                             | 24                            | —                             | —                             | —                             | The Element of Freedom | - ARIA: Ouro                       |
| 2010                                                                          | "Empire State of Mind (Part II) Broken Down"                             | 55                            | 76                            | 61                            | 40                            | 8                             | 6                             | —                             | 1                             | 19                            | 4                             | The Element of Freedom | - ALE: Ouro - IFPI Dinamarca: Ouro |
| 2010                                                                          | "Un-Thinkable (I'm Ready)"                                               | 21                            | 1                             | —                             | —                             | —                             | —                             | —                             | —                             | —                             | —                             | The Element of Freedom |                                    |
| 2010                                                                          | "Wait Til You See My Smile"                                              | —                             | —                             | —                             | —                             | —                             | —                             | —                             | —                             | —                             | —                             | The Element of Freedom |                                    |
| 2011                                                                          | "Speechless" (com participação de Eve)                                   | —                             | 71                            | —                             | —                             | —                             | —                             | —                             | —                             | —                             | —                             | Não incluso em álbum |                                    |
| 2012                                                                          | "Girl on Fire" (com participação de Nicki Minaj)                         | 11                            | 2                             | 12                            | 19                            | 15                            | 5                             | 7                             | 2                             | 5                             | 5                             | - ARIA: 3× Platina - RMNZ: Platina - IFPI Suíça: Platina - FIMI: Platina - ALE: Platina                                                                | Girl on Fire                       |
| 2012                                                                          | "Brand New Me"                                                           | 103                           | 37                            | —                             | —                             | —                             | —                             | 64                            | —                             | —                             | 92                            | | Girl on Fire                       |
| 2013                                                                          | "New Day"                                                                | 79                            | 10                            | —                             | —                             | —                             | —                             | —                             | —                             | —                             | —                             | | Girl on Fire                       |
| 2013                                                                          | "Fire We Make" (com participação de Maxwell)                             | 105                           | 29                            | —                             | —                             | —                             | —                             | —                             | —                             | —                             | —                             | | Girl on Fire                       |
| 2013                                                                          | "Tears Always Win"                                                       | 103                           | —                             | —                             | —                             | —                             | —                             | —                             | —                             | —                             | —                             | | Girl on Fire                       |
| 2013                                                                          | "Better You, Better Me"                                                  | —                             | —                             | —                             | —                             | —                             | —                             | —                             | —                             | —                             | —                             | The Inevitable Defeat of Mister & Pete |                                    |
| 2014                                                                          | "It's On Again" (com participação de Kendrick Lamar)                     | 49                            | 81                            | —                             | —                             | —                             | —                             | —                             | —                             | —                             | 31                            | The Amazing Spider-Man 2: The Original Motion Picture Soundtrack                                                                                       |                                    |
| 2014                                                                          | "We Are Here"                                                            | —                             | —                             | —                             | —                             | —                             | —                             | —                             | —                             | 32                            | —                             | Não inclusos em álbum |                                    |
| 2015                                                                          | "28 Thousand Days"                                                       | —                             | —                             | —                             | —                             | —                             | —                             | —                             | —                             | —                             | —                             | Não inclusos em álbum |                                    |
| 2016                                                                          | "In Common"                                                              | 104                           | 42                            | —                             | —                             | —                             | 61                            | —                             | —                             | —                             | 89                            | Here |                                    |
| 2016                                                                          | "Hallelujah"                                                             | —                             | —                             | —                             | —                             | —                             | —                             | —                             | —                             | —                             | —                             | Here |                                    |
| 2016                                                                          | "Back to Life"                                                           | —                             | —                             | —                             | —                             | —                             | —                             | —                             | —                             | —                             | —                             | Queen of Katwe (Original Motion Picture Soundtrack) |                                    |
| 2016                                                                          | "Blended Family (What You Do for Love)" (com participação de A$AP Rocky) | —                             | —                             | —                             | —                             | —                             | —                             | —                             | —                             | 85                            | —                             | Here |                                    |
| 2016                                                                          | "Ave Maria (The Voice Performance)" (com Wé McDonald)                    | —                             | —                             | —                             | —                             | —                             | —                             | —                             | —                             | —                             | —                             | Não inclusos em álbum |                                    |
| 2017                                                                          | "Diamonds and Pearls (The Voice Performance)" (com Chris Blue)           | —                             | —                             | —                             | —                             | —                             | —                             | —                             | —                             | —                             | —                             | Não inclusos em álbum |                                    |
| "—" denota um item que não entrou na tabela ou não foi lançado no território. |                                                                          |                               |                               |                               |                               |                               |                               |                               |                               |                               |                               | |                                    |

### Como artista convidada
| Ano                                                                           | Canção | Melhores posições nas tabelas | Melhores posições nas tabelas | Melhores posições nas tabelas | Melhores posições nas tabelas | Melhores posições nas tabelas | Melhores posições nas tabelas | Melhores posições nas tabelas | Melhores posições nas tabelas | Melhores posições nas tabelas | Melhores posições nas tabelas | Certificação (limiares de vendas)                                                                        | Álbum                                                 |
| Ano                                                                           | Canção | EUA                           | AUS                           | CAN                           | FRA                           | ALE                           | IRL                           | NZL                           | SUE                           | SUI                           | UK                            | Certificação (limiares de vendas)                                                                        | Álbum                                                 |
| ----------------------------------------------------------------------------- | --- | ----------------------------- | ----------------------------- | ----------------------------- | ----------------------------- | ----------------------------- | ----------------------------- | ----------------------------- | ----------------------------- | ----------------------------- | ----------------------------- | --- | ----------------------------------------------------- |
| 2001                                                                          | "Brotha Part II" (Angie Stone com participação de Alicia Keys e Eve)                                                        | —                             | —                             | —                             | —                             | —                             | 45                            | 49                            | 59                            | —                             | 37                            | | Mahogany Soul                                         |
| 2002                                                                          | "Gangsta Lovin'" (Eve com participação de Alicia Keys)                                                                      | 2                             | 4                             | —                             | 20                            | 21                            | 15                            | 8                             | 10                            | 6                             | 6                             | - ARIA: Platina                                                                                          | Eve-Olution                                           |
| 2006                                                                          | "Ghetto Story" (Cham com participação de Alicia Keys)                                                                       | 77                            | —                             | —                             | —                             | —                             | —                             | —                             | —                             | —                             | 62                            | | Ghetto Story                                          |
| 2008                                                                          | "Another Way to Die" (Jack White com Alicia Keys)                                                                           | 81                            | 29                            | 15                            | 98                            | 8                             | 12                            | 48                            | 15                            | 4                             | 9                             | - IFPI Dinamarca: Ouro                                                                                   | Quantum of Solace: Original Motion Picture Soundtrack |
| 2009                                                                          | "Empire State of Mind" (Jay-Z com participação de Alicia Keys)                                                              | 1                             | 4                             | 3                             | 8                             | 13                            | 2                             | 2                             | 6                             | 4                             | 2                             | - RIAA: 3× Platina - ARIA: 3× Platina - RMNZ: Platina - FIMI: Platina - ALE: Ouro - IFPI Dinamarca: Ouro | The Blueprint 3                                       |
| 2009                                                                          | "Looking for Paradise" (Alejandro Sanz com participação de Alicia Keys)                                                     | 104                           | —                             | —                             | —                             | —                             | —                             | —                             | —                             | —                             | —                             | | Paraíso Express                                       |
| 2011                                                                          | "International Party" (Swizz Beatz com participação de Alicia Keys)                                                         | —                             | —                             | —                             | —                             | —                             | —                             | —                             | —                             | —                             | —                             | Haute Living                                                                                             |                                                       |
| 2012                                                                          | "New Day" (50 Cent com participação de Dr. Dre e Alicia Keys)                                                               | 79                            | 44                            | 43                            | 109                           | 60                            | —                             | 92                            | —                             | —                             | —                             | Street King Immortal                                                                                     |                                                       |
| 2013                                                                          | "I'll Always Walk Beside You" (Richie Sambora com participação de Alicia Keys, Luke Ebbin, Aaron Sterling e Curt Schneider) | —                             | —                             | —                             | —                             | —                             | —                             | —                             | —                             | —                             | —                             | Não incluso em álbum                                                                                     |                                                       |
| 2013                                                                          | "I Will Pray (Pregherò)" (Giorgia com participação de Alicia Keys)                                                          | —                             | —                             | —                             | —                             | —                             | —                             | —                             | —                             | —                             | —                             | - FIMI: Ouro                                                                                             | Sanza Pura                                            |
| "—" denota um item que não entrou na tabela ou não foi lançado no território. | |                               |                               |                               |                               |                               |                               |                               |                               |                               |                               | |                                                       |

### Singlespromocionais
- 2003 — "If I Ain't Got You (Black Eyed Peas Remix)"[156]
- 2005 — "Karma (Reggatone Mix)"[157]

### Outras canções que entraram nas tabelas
| Ano                                                                           | Canção                                                                          | Melhores posições nas tabelas | Melhores posições nas tabelas | Melhores posições nas tabelas | Melhores posições nas tabelas | Álbum                    |
| Ano                                                                           | Canção                                                                          | EUA                           | EUA Pop                       | EUA R&B                       | KOR                           | Álbum                    |
| ----------------------------------------------------------------------------- | ------------------------------------------------------------------------------- | ----------------------------- | ----------------------------- | ----------------------------- | ----------------------------- | ------------------------ |
| 2001                                                                          | "Jane Doe"                                                                      | —                             | —                             | 114                           | —                             | Songs in A Minor         |
| 2003                                                                          | "Streets of New York (Ny State of Mind 2013)" (com participação de Nas e Rakim) | —                             | —                             | 122                           | —                             | The Diary of Alicia Keys |
| 2007                                                                          | "Lessons Learned" (com participação de John Mayer)                              | 104                           | 72                            | —                             | —                             | As I Am                  |
| 2009                                                                          | "How It Feels to Fly"                                                           | —                             | —                             | 116                           | —                             | The Element of Freedom   |
| 2010                                                                          | "Fireworks" (Drake com participação de Alicia Keys)                             | 71                            | —                             | 117                           | —                             | Thank Me Later           |
| 2012                                                                          | "Not Even the King"                                                             | —                             | —                             | —                             | 24                            | Girl on Fire             |
| 2012                                                                          | "That's When I Knew"                                                            | —                             | —                             | —                             | 50                            | Girl on Fire             |
| 2012                                                                          | "One Thing"                                                                     | —                             | —                             | —                             | 56                            | Girl on Fire             |
| 2012                                                                          | "Listen to Your Heart"                                                          | —                             | —                             | —                             | 68                            | Girl on Fire             |
| 2012                                                                          | "When It's All Over"                                                            | —                             | —                             | —                             | 72                            | Girl on Fire             |
| 2012                                                                          | "Limitedless"                                                                   | —                             | —                             | —                             | 82                            | Girl on Fire             |
| 2012                                                                          | "De Novo Adagio (Intro)"                                                        | —                             | —                             | —                             | 84                            | Girl on Fire             |
| 2012                                                                          | "101"                                                                           | —                             | —                             | —                             | 87                            | Girl on Fire             |
| "—" denota um item que não entrou na tabela ou não foi lançado no território. |                                                                                 |                               |                               |                               |                               |                          |

## Aparições em álbuns
| Ano  | Canção                        | Artista(s)                                    | Álbum                                              |
| ---- | ----------------------------- | --------------------------------------------- | -------------------------------------------------- |
| 1998 | "Little Drummer Girl"         | Jermaine Dupri                                | Twelve Soulful Nights of Christmas                 |
| 2001 | "Mr. Man"                     | Jimmy Cozier                                  | Jimmy Cozier                                       |
| 2001 | "Someday We'll All Be Free"   | Alicia Keys                                   | America: A Tribute to Heroes                       |
| 2002 | "Boy Meets Girl"              | Truck Turner                                  | Look Both Ways Before You Cross Me                 |
| 2002 | "Warrior Song"                | Nas                                           | God's Son                                          |
| 2005 | "America the Beautiful"       | Ray Charles                                   | Genius & Friends                                   |
| 2005 | "If This World Were Mine"     | Alicia Keys com participação de Jermaine Paul | So Amazing: An All-Star Tribute to Luther Vandross |
| 2006 | "Don't Give Up (Africa)"      | Bono                                          | Não inclusa em álbum                               |
| 2006 | "Ghetto Story Chapter 2"      | Cham                                          | Ghetto Story                                       |
| 2006 | "Gravity"                     | John Mayer                                    | Continuum                                          |
| 2007 | "Djin Djin"                   | Angélique Kidjo com Branford Marsalis         | Djin Djin                                          |
| 2008 | "Fallin'"                     | Alicia Keys                                   | Now That's What I Call Music! - 10th Anniversary   |
| 2009 | "Everybody Hurts"             | Annie Lennox                                  | The Annie Lennox Collection                        |
| 2010 | "Fireworks"                   | Drake                                         | Thank Me Later                                     |
| 2010 | "All of the Lights"           | Kanye West                                    | My Beautiful Dark Twisted Fantasy                  |
| 2010 | "Empire State of Mind"        | Jay-Z                                         | Jay-Z: The Hits Collection, Volume One             |
| 2011 | "With You"                    | Marsha Ambrosius                              | Late Nights & Early Mornings                       |
| 2012 | "Hope"                        | Emeli Sandé                                   | Our Version of Events                              |
| 2012 | "Where’s the Fun in Forever?" | Miguel                                        | Kaleidoscope Dream                                 |
| 2012 | "Another Way to Die"          | Jack White                                    | Best Of Bond... James Bond 50 Years – 50 Tracks    |

## Bandas sonoras
| Ano  | Canção                                                            | Álbum                                                 |
| ---- | ----------------------------------------------------------------- | ----------------------------------------------------- |
| 1997 | "Dah Dee Dah (Sexy Thing)"                                        | Men in Black: The Album                               |
| 2000 | "Rock Wit U"                                                      | Shaft                                                 |
| 2001 | "Rear View Mirror"                                                | Dr. Dolittle 2                                        |
| 2001 | "Fight"                                                           | Ali                                                   |
| 2002 | "Butterflyz" (KrucialKeys Remix)                                  | Drumline                                              |
| 2004 | "Troubles"                                                        | Nigdy w Życiu!                                        |
| 2006 | "People Get Ready" (Alicia Keys e Lyfe Jennings)                  | Glory Road Original Soundtrack                        |
| 2006 | "I Will Make the Darkness Light"                                  | Glory Road Original Soundtrack                        |
| 2006 | "Glory Road" Alicia Keys e Trevor Rabin                           | Glory Road Original Soundtrack                        |
| 2008 | "Another Way to Die" (Jack White com participação de Alicia Keys) | Quantum of Solace: Original Motion Picture Soundtrack |
| 2010 | "Rapture"                                                         | Sex and the City 2                                    |
| 2010 | "Empire State of Mind (Part II) Broken Down"                      | Sex and the City 2                                    |